# Натузиус, Вильгельм фон (биолог)
Вильгельм фон Натузиус (7 июня 1821, Хундисбург — 25 декабря 1899, Галле) — германский землевладелец и животновод, учёный-натуралист, сельскохозяйственный деятель и научный писатель. Был одним из крупнейших оологов своего времени.

## Биография
Родился в семье крупного промышленника и землевладельца Иоганна Готлиба Натузиуса; детство провёл в фамильном замке, но очень часто выезжал с родителями в поместье в Альтхальденслебене. Как и его братья и сёстры, начальное образование получил под руководством Юлиуса Карла Эльстера. Поскольку отец решил, что Вильгельм должен унаследовать управление семейными предприятиями по производству фаянса и фарфора, то с 14-летнего возраста он изучал фарфоровое дело под руководством француза Александра Броньяра, а в 1838 году был отправлен в Париж, чтобы изучать химию под руководством Жана Батиста Дюма. В 1840—1841 годах прервал обучение в связи со службой в уланском полку в Берлине, с 1841 года вернулся к занятиям химией, поступив на химический факультет университета в этом же городе. После окончания обучения, несмотря на прибыльность фарфорового завода, решил посвятить себя сельскому хозяйству. После смерти отца унаследовал одно из его имений, Кёнигсборнер, которое до этого сдавалось в аренду, и с 1844 по 1889 год (до продажи) управлял им (одновременно управлял и вторым имением, Вахлиц); получил известность в том числе своей благотворительной деятельностью, улучшением условий жизни крестьян и сельских рабочих и открытием в имении для их детей школы; в 1877 году открыл в имении приют для мальчиков, впоследствии перенесённый в Вахлиц.
Площадь Кёнигсборна составляла более 500 гектаров; значительная часть Вахлица была отведена под пастбища для скота. Вместе с тем интересовался многими сельскохозяйственными вопросами: возделыванием не очень распространённых культур (в том числе кукурузы, топинамбура, люпина, кормовой свёклы), новыми методами удобрения почвы, применения сельскохозяйственной техники (в частности, первым в Пруссии применил паровой плуг). Из животных разводил овец, лошадей, впоследствии сконцентрировался на молочном животноводстве. При этом Натузиус был плодовитым научным писателем, писавшим сочинения о своём практическом опыте и изучавшим болезни сельскохозяйственных животных и способы их лечения. Одним из главных увлечений его жизни была оология, в том числе палеоология (считается фактически первым исследователем в этой области). Был также активным в общественной деятельности, в том числе связанной с сельским хозяйством: так, с 1852 по 1878 год состоял членом королевской прусской эконом-коллегии по вопросам сельского хозяйства, а также членом и с 1869 по 1896 год директором центрального сельскохозяйственного союза Саксонии; имел ранг тайного советника и в 1855—1859 годах был депутатом прусской Палаты представителей от Йериха (принадлежал к Консервативной партии). Состоял членом Немецкого сельскохозяйственного общества с момента его основания и с 1890 года входил в состав его совета правления, был также членом общества по разведению породистых лошадей. 18 октября 1861 года за свои научные заслуги был возведён во дворянство. В 1889 году решил продать фамильный замок и Кёнигсборн, а своё второе имение, Вахлиц, завещал старшему сыну, после чего переехал в Галле и в последние годы жизни сосредоточился на научной работе, в частности, способствовал созданию сельскохозяйственно-опытной станции при местном университете.

## Научные труды
Написал большое количество научных работ по самым разным областям сельского хозяйства, а также по оологии: первый доклад по данной области знаний опубликовал в 1868 году, а к 1871 году уже собрал коллекцию 600 яичных скорлуп 60 видов птиц (впоследствии эта коллекция была пожертвована в музеи Вены и Берлина). В германском научном мире пользовался противоречивой репутацией: был уважаем, но часто находился в конфликтах с другими учёными из-за резкой критике, которой он подвергал их теории, если был с ними не согласен. Главные труды его авторства:
- «Das wollhaar des Schafes» (Берлин, 1865; крупная работа об овцеводстве),
- «Untersuchungen über nichtcelluläre Organismen, namentlich Krustaceenpanzer, Molluskenschalen u. Eihüllen» (Берлин, 1877),
- «Die Vorgänge der Vererbung der Haustiere» (1891).

## Семья
Его братьями были:
- Герман Энгельгард фон Натузиус (1809—1879) — землевладелец, натуралист, сельскохозяйственный деятель, зоолог, один из пионеров зоотехники в Германии, часто называемый одним из создателей современного животноводства и в особенности овцеводства в этой стране; преподаватель, научный писатель и общественный деятель в области сельского хозяйства.
- Филипп Энгельгард фон Натузиус (1815—1872) — публицист и издатель консервативного направления и благотворитель.
- Генрих Энгельгард фон Натузиус[нем.] (1824—1890), также был натуралистом, ландратом в Нейгальденслебене, написал: «Ueber die Lage der Landespferdezucht in Preussen» (Берлин, 1872), «Das schwere Arbeitspferd» (1882), «Ueber die Zucht der schweren Arbeitspferde» (1885).

Дети:
- дочь Элизабет Энгельгард фон Натузиус[нем.] (1846—1928) — писатель.
- дочь Сюзанна Энгельгард фон Натузиус[нем.] (1850—1929) — художник.
- сын Hubertus Engelhard von Nathusius (1852—1931) — старший сын, унаследовавший имение Вахлиц.
- сын Вильгельм Энгельгард фон Натузиус[нем.] (1856—1937) — военный.